# Grigorij Gutnikow
Grigorij Gutnikow (ros. Григо́рий Гу́тников; ur. 5 lutego 1974 w Magadanie) – rosyjski biegacz narciarski, dwukrotny medalista mistrzostw świata juniorów.

## Kariera
Po raz pierwszy na arenie międzynarodowej pojawił w styczniu 1994 roku podczas mistrzostw świata juniorów w Breitenwang, gdzie zdobył złoty medal w biegu 10 km stylem klasycznym. Na rozgrywanych rok później mistrzostwach świata juniorów w Gällivare wspólnie z kolegami z reprezentacji wywalczył srebrny medal w sztafecie. Na tej samej imprezie był też czwarty na dystansie 30 km stylem dowolnym.
W Pucharze Świata zadebiutował 27 listopada 1994 roku w Kirunie, zajmując 55. miejsce w biegu na 10 km klasykiem. Pierwsze punkty wywalczył już 20 grudnia 1994 roku Sappadzie, gdzie był dwunasty na tym samym dystansie. Był to jego najlepszy wynik w zawodach tego cyklu. W 1997 roku wystąpił na mistrzostwach świata w Trondheim, zajmując 31. miejsce w biegu na 10 km techniką klasyczną oraz 26. miejsce w biegu łączonym 10+15 km. Nigdy nie brał udziału w igrzyskach olimpijskich.

## Osiągnięcia

### Mistrzostwa świata
| Miejsce | Dzień     | Rok  | Miejscowość | Konkurencja             | Czas biegu | Strata  | Zwycięzca    |
| ------- | --------- | ---- | ----------- | ----------------------- | ---------- | ------- | ------------ |
| 31.     | 24 lutego | 1997 | Trondheim   | 10 km stylem klasycznym | 23:41,8    | +2:06,4 | Bjørn Dæhlie |
| 26.     | 25 lutego | 1997 | Trondheim   | 10+15 km pościgowy      | 1:00:11,1  | +4:03,5 | Bjørn Dæhlie |

### Mistrzostwa świata juniorów
| Miejsce | Dzień       | Rok  | Miejscowość | Konkurencja             | Wynik     | Strata  | Zwycięzca       |
| ------- | ----------- | ---- | ----------- | ----------------------- | --------- | ------- | --------------- |
| 1.      | 26 stycznia | 1994 | Breitenwang | 10 km stylem klasycznym | 28:36,5   | -       | -               |
| 12.     | 28 stycznia | 1994 | Breitenwang | Sztafeta 4x10 km        | 1:55:55,6 | +7:38,7 | Japonia         |
| 16.     | 30 stycznia | 1994 | Breitenwang | 30 km stylem dowolnym   | 1:18:07,8 | +2:03,2 | Mitsuo Horigome |
| 16.     | 1 marca     | 1995 | Gällivare   | 10 km stylem klasycznym | 27:26,1   | +1:13,5 | Roman Mironow   |
| 2.      | 3 marca     | 1995 | Gällivare   | Sztafeta 4x10 km        | 1:51:54   | +1:23   | Włochy          |
| 4.      | 5 marca     | 1995 | Gällivare   | 30 km stylem dowolnym   | 1:22:35,2 | +1:41,5 | Pietro Broggini |

### Puchar Świata

#### Miejsca w klasyfikacji generalnej
- sezon 1994/1995: 57.
- sezon 1995/1996: 61.
- sezon 1996/1997: 61.

#### Miejsca na podium zawodów PŚ
Gutnikow nigdy nie stał na podium zawodów PŚ.